# Norovlin
Norovlin (mongoliska: Норовлин Сум, Норовлин, Norovlin Sum) är ett distrikt i Mongoliet.   Det ligger i provinsen Chentij, i den östra delen av landet, 400 km öster om huvudstaden Ulaanbaatar.